# Efraín Álvarez
Efraín Álvarez (Los Angeles, 19 giugno 2002) è un calciatore messicano con cittadinanza statunitense, centrocampista del Club Tijuana e della nazionale messicana.

## Biografia
È il fratello di Carlos Alvarez, anch'egli calciatore.

## Carriera

### Club
Il 2 marzo 2019 esordisce con il LA Galaxy in MLS contro il Chicago Fire. Nell'arco della stagione si fa notare in coppa nazionale, mettendo a segno due reti contro l'Orange County nel quarto turno. A fine stagione colleziona complessivamente 18 presenze e due reti tra campionato e coppe.
Il 2 settembre 2020 realizza la prima rete in MLS contro il Portland Timbers.

### Nazionale
Il 30 marzo 2021 esordisce con la nazionale maggiore messicana durante l'amichevole giocata contro la Costa Rica, subentrando all'81º minuto al posto di Jesús Corona.
Il 31 maggio 2024 realizza il suo primo gol con il Messico decidendo l'amichevole vinta per 1-0 contro la Bolivia.

## Statistiche

### Presenze e reti nei club
Statistiche aggiornate al 31 dicembre 2020.
| Stagione              | Squadra               | Campionato            | Campionato | Campionato | Coppe nazionali | Coppe nazionali | Coppe nazionali | Coppe continentali | Coppe continentali | Coppe continentali | Altre coppe | Altre coppe | Altre coppe | Totale | Totale | Totale |
| Stagione              | Squadra               | Comp                  | Pres       | Reti       | Comp            | Pres            | Reti            | Comp               | Pres               | Reti               | Comp        | Pres        | Reti        | Pres   | Reti   |        |
| --------------------- | --------------------- | --------------------- | ---------- | ---------- | --------------- | --------------- | --------------- | ------------------ | ------------------ | ------------------ | ----------- | ----------- | ----------- | ------ | ------ | ------ |
| 2017                  | Ventura County        | USL                   | 1          | 0          |                 | -               | -               | -                  | -                  | -                  |             | -           | -           | 1      | 0      |        |
| 2018                  | Ventura County        | USL                   | 17         | 12         |                 | -               | -               | -                  | -                  | -                  | -           | -           | -           | 17     | 12     |        |
| 2019                  | Ventura County        | USLC                  | 2          | 1          |                 | -               | -               | -                  | -                  | -                  |             | -           | -           | 2      | 1      |        |
| Totale L.A. Galaxy II | Totale L.A. Galaxy II | Totale L.A. Galaxy II | 20         | 13         |                 | -               | -               |                    | -                  | -                  |             | -           | -           | 20     | 13     |        |
| 2019                  | LA Galaxy             | MLS                   | 14         | 0          | USOC            | 2               | 2               | -                  | -                  | -                  | LC          | 2           | 0           | 18     | 2      |        |
| 2020                  | LA Galaxy             | MLS                   | 16         | 1          |                 | -               | -               | -                  | -                  | -                  | -           | -           | -           | 16     | 1      |        |
| Totale L.A. Galaxy    | Totale L.A. Galaxy    | Totale L.A. Galaxy    | 30         | 1          |                 | 2               | 2               |                    | -                  | -                  |             | 2           | 0           | 34     | 3      |        |
| Totale carriera       | Totale carriera       | Totale carriera       | 50         | 14         |                 | 2               | 2               |                    | -                  | -                  |             | 2           | 0           | 54     | 16     |        |

### Cronologia presenze e reti in nazionale
| Cronologia completa delle presenze e delle reti in nazionale ― Messico | Cronologia completa delle presenze e delle reti in nazionale ― Messico | Cronologia completa delle presenze e delle reti in nazionale ― Messico | Cronologia completa delle presenze e delle reti in nazionale ― Messico | Cronologia completa delle presenze e delle reti in nazionale ― Messico | Cronologia completa delle presenze e delle reti in nazionale ― Messico | Cronologia completa delle presenze e delle reti in nazionale ― Messico | Cronologia completa delle presenze e delle reti in nazionale ― Messico |
| Data                                                                   | Città                                                                  | In casa                                                                | Risultato                                                              | Ospiti                                                                 | Competizione                                                           | Reti                                                                   | Note                                                                   |
| ---------------------------------------------------------------------- | ---------------------------------------------------------------------- | ---------------------------------------------------------------------- | ---------------------------------------------------------------------- | ---------------------------------------------------------------------- | ---------------------------------------------------------------------- | ---------------------------------------------------------------------- | ---------------------------------------------------------------------- |
| 30-3-2021                                                              | Wiener Neustadt                                                        | Costa Rica                                                             | 0 – 1                                                                  | Messico                                                                | Amichevole                                                             | -                                                                      | 81’                                                                    |
| 4-7-2021                                                               | Los Angeles                                                            | Messico                                                                | 4 – 0                                                                  | Nigeria                                                                | Amichevole                                                             | -                                                                      | 66’                                                                    |
| 10-7-2021                                                              | Arlington                                                              | Messico                                                                | 0 – 0                                                                  | Trinidad e Tobago                                                      | Gold Cup 2021 - 1º turno                                               | -                                                                      | 11’                                                                    |
| 14-7-2021                                                              | Dallas                                                                 | Guatemala                                                              | 0 – 3                                                                  | Messico                                                                | Gold Cup 2021 - 1º turno                                               | -                                                                      | 83’                                                                    |
| 31-5-2024                                                              | Chicago                                                                | Messico                                                                | 1 – 0                                                                  | Bolivia                                                                | Amichevole                                                             | 1                                                                      | 65’                                                                    |
| 7-6-2025                                                               | Salt Lake City                                                         | Messico                                                                | 2 – 4                                                                  | Svizzera                                                               | Amichevole                                                             | -                                                                      | 73’                                                                    |
| Totale                                                                 |                                                                        | Presenze                                                               | 6                                                                      |                                                                        | Reti                                                                   | 1                                                                      |                                                                        |

## Palmarès

### Nazionale
- Gold Cup: 1

2025